# Frankenscharrn-Stollen
Der Frankenscharrn-Stollen (zuvor auch Frankenscharner Stollen bzw. Unterer-Jesus-Anfangs-Stollen genannt) ist ein Wasserlösungsstollen des Oberharzer Bergbaus.

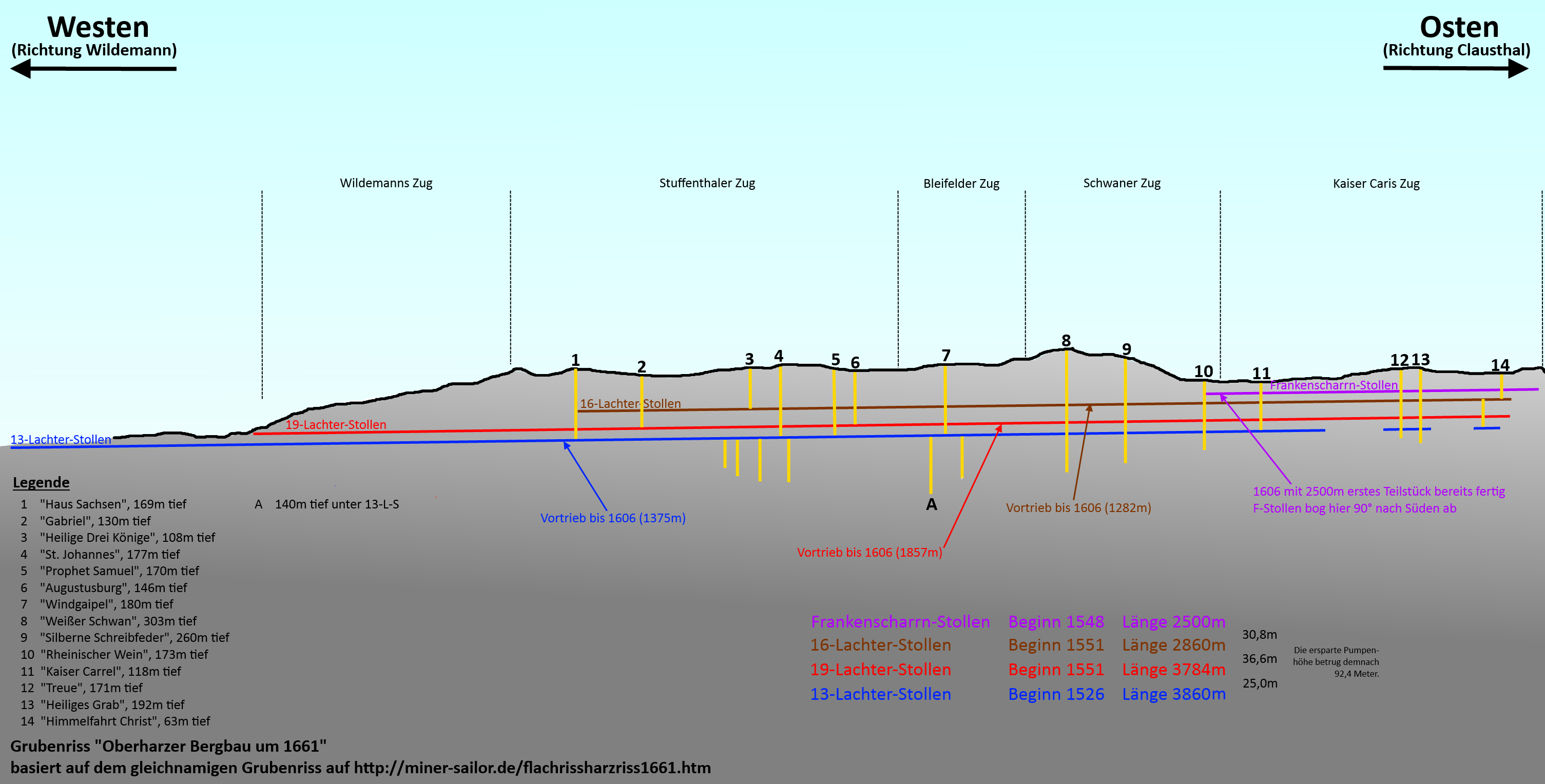
Grubenriss von 1661 mit der Lage des Frankenscharrn-Stollens

## Geschichte
Der Frankenscharrn-Stollen wurde ab 1548 unter Herzog Heinrich dem Jüngeren von seinem ursprünglichen Mundloch am Einersberg aufgefahren. Ziel war es, die Wasser der Gruben Weißer Schwan, Rheinischer Wein sowie Unüberwindlicher Kaiser Carl (bzw. Kaiser Carrel) auf dem Zellerfelder Gangzug zu  „lösen“. Das Auffahren des Stollens erfolgte auf einer Länge von 1159 Lachter im Nebengestein (mithilfe von elf Lichtlöchern), bis er auf den Gang kam. Der manuelle Vortrieb mit Schlägel und Eisen bei hartem Gestein sorgte dafür, dass man nur einen Vortrieb von zwei Zentimetern täglich erreichen konnte. Von der Stelle, wo er auf den Gang kam, führte er bis zur Grube Rheinischer Wein und hatte um 1563 eine Gesamtlänge von knapp 1300 Lachter (2,5 km). Diese Teilstrecke wurde früher auch Unterer-Jesus-Anfangs-Stollen genannt, da er unter dem Jesus-Anfangs-Stollen verlief.
Ab dem 5. Juli 1564 verlängerte man den Stollen zur Unterstützung der Wasserlösung auf dem Burgstätter Gangzug. Die Verlängerung führte über die Grube Herzog Johann Friedrich (356 Lachter) und weitere 1846 Lachter bis zur Grube St. Elisabeth, die 1652 erreicht wurde. Später erfolgten noch zwei Erweiterungen: 460 Lachter bis zur Grube Caroline, in deren Bereich reiche Erzmittel gefunden wurden, und weitere 640 Lachter bis zur Grube Prinzessin Elisabeth. Auf der letzten Teilstrecke gab es keine Erzanbrüche. In der Grube Caroline brachte er 38 Lachter Teufe ein, in der Grube Neue Benedicte 34 Lachter.
Bei Fertigstellung erreichte er bis zur Grube Caroline eine Länge von 3821 Lachter (7,3 km); inklusive Teilstrecke bis zur Prinzessin Elisabeth 4461 Lachter (ca. 8,5 km).
Da seine Bedeutung aufgrund jüngerer, tieferer Wasserlösungsstollen abnahm, setzte Anfang des 19. Jahrhunderts ein Verfall der Teilstrecke vom ursprünglichen Mundloch, bei dem sich das 4. Pochwerk des Zellerfelder Tals befand, bis zur Grube Rheinischer Wein, ein. Allerdings nutzte man noch ausfließende Grubenwasser für die Radstube des Wäschengebäudes (das dortige Pochwerk), welches von 1853 bis 1856 gebaut wurde.
Das letztgenutzte Mundloch des Stollens befand sich im Bereich im Zellerfelder Tal westlich von Clausthal-Zellerfeld.

### Tiefere Wasserlösungsstollen
Durch die vergleichsweise hohe Lage und immer tiefere Gruben wurden schnell tiefere Wasserlösungsstollen erforderlich. Deshalb erfolgte der Vortrieb des 16 Lachter unter dem Frankenscharrn-Stollen liegenden Glückswardstollen, der aufgrund dieses Höhenversatzes später 16-Lachter-Stollen genannt wurde.
Noch tiefer legte man den 19-Lachter-Stollen und 13-Lachter-Stollen sowie später den Tiefen Georg-Stollen und Ernst-August-Stollen an.